# 藤澤周平
藤澤周平（1927年12月26日—1997年1月26日）是日本時代小說作家。出生於日本山形縣鶴岡市，本名小菅留治。
他的小說作品多為以江戶時代為背景，描寫當時的庶民與下級武士的悲歡離合為題材。特別是他以假想的海坂藩為舞台，所發展出的小說作品最為著名。
長女遠藤展子為散文作家。「鶴岡市藤澤周平紀念館」，於2010年4月29日在他出生的鶴岡市正式開館。

## 生平

### 早年
藤澤周平生於日本山形縣東田川郡黃金村（今天的鶴岡市高坂）。是父親小菅繁藏、母親多喜惠的第三個兒子。（兄弟姊妹的排行如下：繁美、小乃惠、久治、留治、徹子、繁治）。老家是務農的，因此藤澤從小就常常幫忙家裡進行農業工作，而這些經驗也讓之後成為作家的藤澤，常以農村作為小說或是隨筆作品當中的故事背景。鄉村與農村成為作家藤澤周平的作品中，所不可欠缺的元素。
1934年，藤澤就讀於青龍寺普通高級小學一年級（之後改為黃金村國民學校，現在的鶴岡市黃金小學）。小學開始就大量閱讀小說、雜誌等書籍，就連放學後也一樣。1942年，畢業於黃金村國民學校高等科，進入山形縣立鶴岡中學（山形県立鶴岡南高等学校）夜間部就讀。白天的時候在出版社以及公家機關擔任助理。
1946年中學畢業後，進入山形師範學校（現在的山形大學）就讀，入學後愛好文藝作品，並參加校內的同人雜誌『碎冰船』（同時期的同學有蒲生芳郎等人）。這時期的回憶在他的自傳『半生之記』當中有詳細的記載，而且在此時期他的小說作品也多為描述在劍術道場中同門之間的情誼等。

### 教師時期・療養時期
1949年畢業於山形師範學校後，就到山形縣西田川郡湯田川村立湯田川中學就職，擔任國文與社會的教師。
1951年參加以『碎冰船』為前身的創作雜誌『前奏』，然而在同年的3月卻在定期健康檢查中發現患有肺結核，不得不離職入院治療。
1952年2月，進入東京都北多摩郡東村山町的篠田醫院住院，並在保生園醫院接受了右上肺葉摘除的大手術。術後恢復良好，在篠田醫院中還參加了俳句的聚會，並以北邨為筆名向俳句雜誌『海坂』投稿作品。此時期藤澤大量閱讀了相當多的書籍，尤其是對於國外小說很有興趣，也完備了進入作家生活的底子。

### 記者時期
1957年準備出院的藤澤找不到理想的工作，也不可能再回到鄉下去過教書的生活。他搬到東京練馬區貫井町，並開始他在報界的工作，不過因為報社倒閉，他輾轉在幾間報社工作過。1959年與小他8歲、同家鄉的三浦悅子結婚。1960年進入股票上市公司的日本食品經濟社工作，成為『日本食品加工新聞』的記者，這份工作一直持續到他以作家生涯為本業為止。雖然擔任記者的工作相當忙碌，但依舊沒有澆熄藤澤對文學的熱情，他常藉工作以外的時間持續撰寫小說，當時是以純文學作為他的寫作方向。
1963年長女展子出生，同年10月，28歲的妻子悅子因病突然過世。受到妻子過世的強烈衝擊，為了抒發哀傷而開始執筆寫作時代小說，發表在以大眾娛樂為主的『俱樂部雜誌』（之後彙整成『藤澤周平未刊行之初期短篇小說』）。藤澤作品初期的特徵為無法救贖的陰暗氛圍與悲劇女主角這兩點上，一般認為是受到妻子之死的強烈影響。隔年開始，他每年都投稿參加「All讀物新人獎」。1965年開始以藤澤周平為筆名，「藤澤」是妻子悅子娘家的地名，「周」則是悅子的親戚之名。

### 作家初登場
1969年與高澤和子再婚，組成三人家庭。1971年終於以『溟之海』獲得第38屆All讀物新人獎與直木賞候選，隔年以『暗殺的年輪』獲得第69屆直木賞，終於被認同為新進的時代小說作家。同年第一本作品集『暗殺的年輪』由文藝春秋出版，1974年從日本食品經濟社辭職，進入真正的作品生涯。
這個時期的心境，藤澤自己是這麼說的：
「我在三十幾歲快四十歲的時候，是個懷抱著鬱悶生活的人。雖然說是鬱悶，倒也不是對工作或是世俗不滿，完全是因為私人自己的事。但是因為如此我對世界感到很絕望，對這樣的自己覺得很可憐。（消解這樣鬱悶的方法）我是透過寫小說紓解自己的鬱悶，『溟之海』就是在這個情況下產生的小說」
－（「溟之海」的背景）
「我自己回頭閱讀當時所寫的小說，也覺得痛苦與陰暗的結局很多。像是以男女生離死別為結局的，或是武士一死故事就結束這樣的結局。當時的我是寫不出Happy Ending的。」
－（轉機的作物）
藤澤初期的作品的風格，就如同他自己所述是陰暗且沈重，相同也是樸實的作家。1976年所出版的『竹光始末』、同年連載的『用心棒日月抄』等作品的風格開始轉變為綿密的描述與清新的抒情性，加上濃厚的幽默色彩。藤澤根據這點做了以下的解釋：「從『用心棒日月抄』作品開始加入幽默的元素，也許是我想讓讀者對北國式的幽默有眼睛一亮的感覺吧」（轉機的作物）

### 成熟作家的階段
在1980年代前半段，藤澤創作了多數以市井小民為主角的優秀作品（『陣雨街道』『霜之清晨』『看見龍的男人』等短篇集收錄）。另一方面以大眾小說為主，娛樂色彩強烈的系列小說也一一產生。以出版年順序舉例：1980年市井物的『橋物語』、捕物帳的『霧之終點－神谷玄次郎捕快』、獄醫立花登的初登場作品『春秋之檻－獄醫立花登手帳』、『用心棒日月抄』的第二部『孤劍』；1981年帶有幽默色彩的『隱劍孤影抄』『隱劍秋風抄』與立花登的第二作『風雪之檻』；1982年立花登的『愛憎之檻』；1983年從『用心棒日月抄』分支出的『雜貨店平四郎活人劍』、立花登第四作『人間之檻』、『用心棒日月抄』的第三作『刺客』等等。

1980年代之後，藤澤開始創作、出版像這樣構成緊密、故事性強烈的長篇小說。像是1980年唯一的奇幻小說『闇之傀儡師』、1982年以江戶的硬漢為主題的雕刻師伊之助傳奇的第二彈『漆黑霧中－雕刻師伊之助捕快傳奇』、1984年以江戶為背景的戀愛小說『海鳴』、1985年以武士青春小說與權力鬥爭為主題的『風之決鬥』與伊之助的第三彈『細語之河』，都獲得相當高的人氣。

1992年6月，文藝春秋出版『藤澤周平全集』（全部23卷、1994年完結）

### 晩年
1995年左右，由於年輕的時候進行肺結核手術時，因為輸血而罹患了肝炎，1996年開始頻繁地進出醫院。原先在『文藝春秋』連載的小說「漆樹結實之國」因而中斷，1996年7月返家休養時，開始執筆寫作「漆樹結實之國」的完結篇。
1997年1月26日因肝衰竭病逝於東京醫院，享年69歲。戒名為藤澤院周德留信居士，葬於八王子靈園。
過世後贈於山形縣縣民榮譽賞與鶴岡市特別表彰。

## 獲獎記錄與擔任評審委員經歷

### 獲獎記錄
- 1971年（昭和46年）「溟之海」獲得第38回「All讀物」新人獎。
- 1973年（昭和48年）「暗殺的年輪」獲得第69回直木賞。
- 1986年（昭和61年）「白瓶」獲得第20回吉川英治文学賞。
- 1989年（平成元年）「市塵」獲得第40回藝術選獎文部大臣賞。
- 1989年（平成元年） 獲得第37回菊池寛賞。
- 1994年（平成6年）獲得朝日賞、第10回東京都文化賞。
- 1995年（平成7年） 獲頒紫綬褒章。
- 1997年（平成9年）獲頒鶴岡市特別表彰、山形縣縣民榮譽獎。

### 評審委員經歷
- 1976年開始擔任All讀物新人獎評審委員。
- 1985年開始擔任直木賞評審委員。
- 1988年、擔任山本周五郎賞評審委員。

## 著作
- 暗殺的年輪 文藝春秋 1973　のち文庫
- 又蔵之火 文藝春秋 1974 のち文庫
- 闇黑梯子 文藝春秋 1974 のち文庫
- 囚車渡墨河 文藝春秋 1975
- 竹光始末 立風書房 1976 のち新潮文庫
- 驟雨之後 立風書房 1976 のち新潮文庫
- 起義　中央公論社 1976 のち文庫、講談社文庫
- 冤罪 青樹社 1976 のち新潮文庫
- 破曉之光 光風社書店 1976 のち文春文庫
- 逆軍之旗 青樹社 1976 のち文春文庫
- 喜多川歌麿女繪草紙 青樹社 1977　のち文春文庫
- 闇之穴 立風書房 1977　のち新潮文庫
- 闇之齒輪 講談社 1977　のち文庫、中公文庫
- 長門守的陰謀　立風書房 1978 のち文春文庫
- 春秋山伏記 家の光協会 1978 のち新潮文庫、角川文庫
- 一茶 文藝春秋 1978　のち文庫
- 用心棒日月抄 新潮社 1978　のち文庫
- 神隱 青樹社 1979 のち新潮文庫
- 雪之光 講談社文庫 1979
- 消失的女人－雕刻師伊之助捕快傳奇　立風書房 1979　のち新潮文庫
- 回天之門 文藝春秋 1979 のち文庫
- 驟雨 青樹社 1980　のち新潮文庫
- 橋物語 実業之日本社 1980 のち新潮文庫
- 出合茶屋－神谷玄次郎捕快 双葉社 1980　「霧の果て」文春文庫
- 春秋之檻－獄醫立花登手帳1 講談社 1980　のち文庫
- 孤劍 用心棒日月抄 新潮社 1980 のち文庫
- 闇之傀儡師　文藝春秋 1980 のち文庫
- 隠劍孤影抄 文藝春秋 1981　のち文庫
- 隠劍秋風抄 文藝春秋 1981　のち文庫
- 夜之橋 中央公論社 1981　のち文庫、文春文庫
- 風雪之檻－獄醫立花登手帳2 講談社 1981　のち文庫
- 周平獨言 中央公論社 1981　のち文庫
- 陣雨街頭 青樹社 1981　のち新潮文庫
- 藤澤周平短篇傑作選　全4巻　文藝春秋 1981
- 霜之朝 青樹社 1981 のち新潮文庫
- 密謀 毎日新聞社 1982 のち新潮文庫
- 漆黑霧中－雕刻師伊之助捕快傳奇 新潮社 1982　のち文庫
- 奔雲　小説・雲井龍雄 文春文庫 1982
- 愛憎之檻－獄醫立花登手帳3 講談社 1982　のち文庫
- 雜貨店平四郎活人劍 文藝春秋 1983 のち文庫
- 人間之檻－獄醫立花登手帳4 講談社 1983 のち文庫
- 刺客－用心棒日月抄 新潮社 1983　のち文庫
- 看見龍的男人 青樹社 1983　のち新潮文庫
- 海鳴 文藝春秋 1984　のち文庫
- 白瓶－小説・長塚節　文藝春秋　1985　のち文庫
- 花痕 青樹社 1985　のち文春文庫
- 風中的決鬥 朝日新聞社 1985　のち文春文庫
- 決闘的十字路口 藤澤版新劍客傳 講談社 1985 のち文庫
- 細語之河－雕刻師伊之助捕快傳奇 新潮社 1985 のち文庫
- 潮田傳五郎遺書　東京文芸社 1985　のち光風社出版
- 小說的周邊 潮出版社 1986 のち文春文庫
- 本所時雨町物語 新潮社 1987　のち文庫
- 蟬時雨 文藝春秋 1988　のち文庫
- 黃昏清兵衛 新潮社 1988　のち文庫
- 市塵 講談社「日本歴史文学館」 1988　のち文庫
- 麥屋町午後 文藝春秋 1989　のち文庫
- 三屋清左衛門残日録 文藝春秋 1989　のち文庫
- 凶刃－用心捧日月抄 新潮社 1991　のち文庫
- 玄鳥 文藝春秋 1991　のち文庫
- 藤澤周平全集 全25巻別巻1 文藝春秋 1992-2002
- 天保惡黨傳 角川書店 1992　のち文庫、新潮文庫
- 秘太刀馬之骨 文藝春秋 1992　のち文庫
- 藤澤周平珠玉選 全9巻 青樹社 1993-94
- 半生之記 文藝春秋 1994　のち文庫
- 消失的夜晚 文春文庫 1994　のち文藝春秋
- 徘徊於故鄉的六部 新潮文庫 1995　のち新潮社
- 夕陽竹河岸 文藝春秋 1996　のち文庫
- 漆樹結實之國 文藝春秋 1997　のち文庫
- 早春 文藝春秋 1998　のち文庫
- 寂靜之木 新潮社 1998　のち文庫
- 藤澤周平句集 文藝春秋 1999
- 藤澤周平未發行初期短篇 文藝春秋　2006
- 海坂藩大全　上･下　文藝春秋　2007
- 回鄉 未發行之散文集 文藝春秋　2008　のち文庫
- 懈怠的密探　未發行初期短篇 文春文庫　2009
- 如母親的故鄉　文藝春秋 2010

## 中譯本
- 《玄鸟》       译者：魏大海 侯为 中国社会出版社 1994

- 《蟬時雨》    　譯者：高詹燦　木馬文化出版　2006
- 《隱劍孤影抄》　譯者：李長聲　木馬文化出版　2006
- 《隱劍秋風抄》　譯者：高詹燦　木馬文化出版　2007
- 《黃昏清兵衛》　譯者：李長聲　木馬文化出版　2008

- 《秘太刀马骨》  译者：纪鑫 译林出版社 2019